# Joris Wybo
Joris Wybo, gelatiniseerd Georgius Vibotius of Sylvanus (Pittem, ca. 1530 – Londen, 23 juni 1576) of Sylvanus, Georgius Wybotius, Octavius Sylvanus, Joris de Vlamynck, was een Vlaams calvinistisch predikant en lieddichter. Hij schreef de Gheestelycke Liedekens en twee geuzenliederen.

## Leven
Wybo was schoolmeester in Tielt. Reeds vóór 1550 werd hij in hechtenis genomen op beschuldiging van ketterij, maar hij werd vrijgelaten en kon studeren aan de Universiteit van Leuven. In 1556 was hij onderwijzer in Menen. Nadat geloofsvervolging hem in 1558 weer enige tijd in de gevangenis had gebracht, werd hij het volgende jaar calvinistisch predikant van de Antwerpse gemeente. Hij had een rode baard en een West-Vlaams accent. 
Op de synode van 7 maart 1562 – die hij misschien voorzat – verdedigde hij gevangenisbraken zoals die van Jan Hacke en weldra Willem Damman. Naar aanleiding hiervan werd hij bij vonnis van 7 mei 1562 verbannen. Hij bleef nochtans in de Nederlanden en was onder meer actief in Breda, Gent en Mechelen. Zijn band met de Antwerpse gemeente was niet verbroken: in 1564 adviseerde hij namens de consistorie de Londense vluchtelingenkerk over een kwestie van doopgetuigen.
Op 27 juli 1566 hield Wybo een hagenpreek tussen Brugge en Oedelem, en op 8 augustus in Lier. Hij preekte ook in Eeklo en bij Catharina van Boetzelaer in Aalter. Op 22 augustus ondertekende hij mee het verzoekschrift waarmee de Antwerpse calvinisten kerken eisten. Eind 1566 werd een prijs op zijn hoofd gesteld, maar nog steeds ging hij niet weg uit Antwerpen. Op 18 januari 1567 beschuldigde hij burgemeester Hendrik van Berchem in een preek van Spaansgezindheid, wat voor enkele woelige dagen zorgde. Op 10 april verliet hij de Scheldestad met zijn collega Isbrand Balck en delen van de congregatie, om naar Emden te trekken. Het afscheidslied dat hij voor die gelegenheid dichtte, is opgenomen in het Geuzen-liedboek. 
In november 1568 was Wybo op het Convent van Wezel en ondertekende hij de genomen besluiten over de kerkordening. Na lang aarzelen ging hij nog datzelfde jaar in op de uitnodiging van de Londense vluchtelingenkerk om er predikant te worden. Hij nam het op tegen zijn collega Godfried van Wingen, die de Beeldenstorm en elke vorm van verzet tegen de wettige overheid veroordeelde. In 1569 wist Wybo medestanders in de kerkenraad benoemd te krijgen. Op 13 juli 1570 dreef hij de zaken op de spits door ontslag te nemen, wat ertoe leidde dat hij werd gevraagd te blijven en zijn rivaal werd geschorst. 
Na de veroveringen van de watergeuzen maakte Wybo in september 1572 de oversteek naar Vlissingen. Hij hielp met het overplanten van de in Engeland gegroeide kerkstructuren in de Nederlanden, onder meer in Oudenaarde en in Haarlem. Vele kerken beriepen hem, maar zijn gezondheid was zwak. In 1574 hielp hij in Maidstone, om dan terug te keren naar Londen, waar hij in 1576 overleed.

## Huwelijk
Wybo trouwde in 1571 met een vrouw die vermoedelijk Maria heette. 

## Publicaties
- Compendium Rhetorices. Summam ipsius artis, mira facilitate brevitateque complectens (1556)
- Historie ende ghesciedenisse van de verradelicke ghevangenisse der vromer ende godsaligher mannen, Christophori Fabritii dienaer des Goddelicken Woords binnen Antwerpen, ende Oliverii Bockii Professeur der Latiinscher sprake in de hooghe ende vermaerde schole van Heydelberch (1564), toegeschreven
- Gheestelijcke Liedekens gemaect (ende oock sommige bij een vergadert) tot stichtinge aller Christgheloovighen (1582)